# Île Tarlton
L'île Tarlton (en espagnol : isla Tarlton) est une île chilienne, située dans l'océan Pacifique, au sud du golfe de Penas. Appartenant à l'archipel Madre de Dios, elle est rattachée administrativement à la province de Última Esperanza dans la XIIe région de Magallanes et de l'Antarctique chilien.